# Matt Weston
Matt Weston (2 marzo 1997) è uno skeletonista britannico.

## Biografia
Ex rugbista, Matt Weston pratica lo skeleton dal 2017 e dal 2019 iniziò a gareggiare per la squadra nazionale britannica. Debuttò in Coppa Europa il 15 novembre 2019, giungendo ottavo in classifica generale al termine della stagione 2019/20.

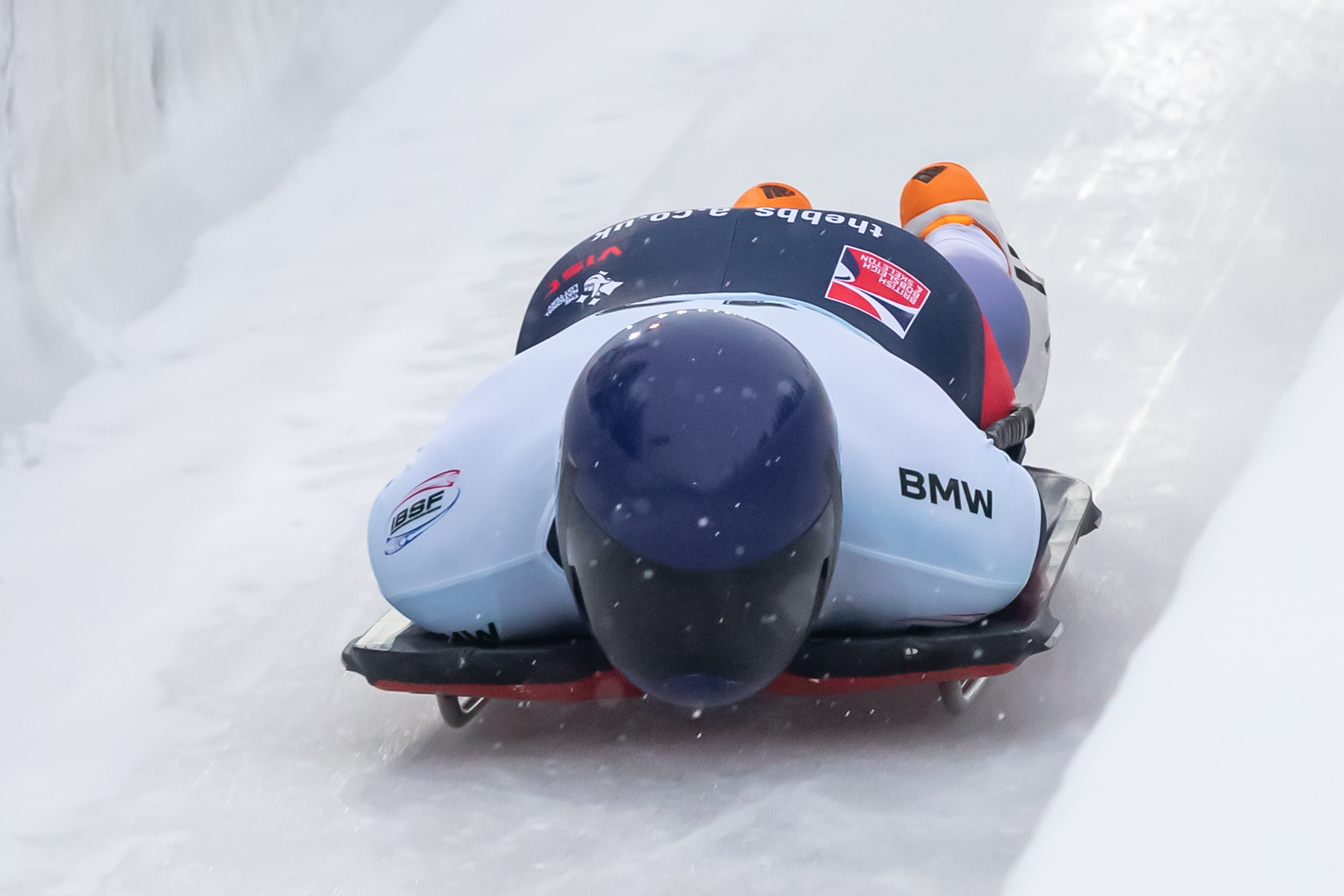
Matt Weston in gara ai campionati mondiali di Altenberg 2021

Esordì in Coppa del Mondo il 31 gennaio 2020 a Sankt Moritz nella penultima tappa della stagione 2019/20, piazzandosi quindicesimo nel singolo; ottenne il suo primo podio all'avvio dell'annata successiva, il 18 dicembre 2020 a Innsbruck, terminando la gara del singolo al secondo posto; vinse invece la sua prima corsa il 26 novembre 2021 sempre a Innsbruck, nel secondo appuntamento della stagione 2021/22, tagliando il traguardo con il medesimo tempo fatto segnare dal tedesco Christopher Grotheer e dal cinese Geng Wenqiang. Detiene quale miglior piazzamento in classifica generale il nono posto, ottenuto nel 2020/21.
Ha partecipato a tre edizioni dei campionati mondiali, conquistando la medaglia d'oro nel singolo a Sankt Moritz 2023; nella gara a squadre si è piazzato al quarto posto sia ad Altenberg 2020 che ad Altenberg 2021 e ha vinto la medaglia d'argento a Sankt Moritz 2023. Agli europei di Altenberg 2023 conquistò la medaglia d'oro.

## Palmarès

### Mondiali
- 2 medaglie:
  - 1 oro (singolo a Sankt Moritz 2023);
  - 1 argento (gara a squadre a Sankt Moritz 2023).

### Europei
- 1 medaglia:
  - 1 oro (singolo a Altenberg 2023).

### Mondiali di spinta
- 1 medaglia:
  - 1 bronzo (singolo a Lake Placid 2022)

### Coppa del Mondo
- Miglior piazzamento in classifica generale nel singolo: 2º nel 2022/23;
- 7 podi (tutti nel singolo):
  - 6 vittorie;
  - 1 secondo posto.

#### Coppa del Mondo - vittorie
| Data             | Luogo       | Paese       | Disciplina |
| ---------------- | ----------- | ----------- | ---------- |
| 26 novembre 2021 | Innsbruck   | Austria     | singolo    |
| 16 dicembre 2022 | Lake Placid | Stati Uniti | singolo    |
| 13 gennaio 2023  | Altenberg   | Germania    | singolo    |
| 20 gennaio 2023  | Altenberg   | Germania    | singolo    |
| 10 febbraio 2023 | Innsbruck   | Austria     | singolo    |
| 17 febbraio 2023 | Sigulda     | Lettonia    | singolo    |

### Coppa Intercontinentale
- Miglior piazzamento in classifica generale: 27º nel 2021/22;
- 1 podio (nel singolo):
  - 1 terzo posto.

### Coppa Europa
- Miglior piazzamento in classifica generale: 8º nel 2019/20;
- 3 podi (tutti nel singolo):
  - 1 vittoria;
  - 1 secondo posto;
  - 1 terzo posto.